# Mimonthophagus anomalus
Mimonthophagus anomalus är en skalbaggsart som beskrevs av Johann Christoph Friedrich Klug 1855. Mimonthophagus anomalus ingår i släktet Mimonthophagus och familjen bladhorningar. Inga underarter finns listade i Catalogue of Life.